# Yellow Medicine megye
Yellow Medicine megye az USA Minnesota államának egyik megyéje. Székhelye Granite Falls. Yellow Medicine megye Chippewa, Lyon, Renville, Redwood, Lincoln, Lac qui Parle és Deuel megyékkel határos.

## Története
Yellow Medicine megye területét eredetileg csipeva és dakota indiánok lakták. Egy 1850-es szerződésben az őslakosok a minnesotai területeik túlnyomó részét átengedték az Egyesült Államoknak, és csak egy-egy tíz mérföld széles sávot tarthattak meg a Minnesota folyó két partján. Ezen a területen hamarosan keresztény missziók létesültek; ezek egyike volt a Pejuhatazizi Misszió, amelyet Thomas Williamson presbiteriánus orvos alapított. A misszió egy helyi gyógynövény dakota nevéről kapta a nevét; a pejuhatazizi jelentése sárga orvosság, és ennek a szónak az angol fordításából ered a megye neve. A fehér telepesek bevándorlása az 1862-es sziú lázadás leverése után lendült föl. Az első betelepülők főleg skandinávok és németek voltak, de angolok, írek és csehek is voltak közöttük.
A terület Minnesota állam 1858-as megalakulásakor Redwood megye része volt; innen vált ki 1871. március 6-án Yellow Medicine megye. Granite Falls 1874 tavaszán lett megyeszékhely. A megyei bíróság jelenlegi épülete 1888-ban készült el.

## Települések
A megye székhelye Granite Falls, jelentősebb települései Granite Falls, Canby, Clarkfield, Wood Lake, Echo, Hanley Falls, Porter, Hazel Run, St. Leo és Burr.

## Népesség
A megye népessége az elmúlt években az alábbi módon változott:
| Lakosok száma | 10 438 | 10 284 | 10 167 | 10 143 | 9875 | 9528 |
|               | 2010   | 2011   | 2012   | 2013   | 2015 | 2020 |